# 岡本拓也
岡本 拓也（おかもと たくや、1992年6月18日 - ）は、埼玉県浦和市（現：さいたま市）出身のプロサッカー選手。ポジションはディフェンダー、ミッドフィールダー。

## 来歴

### プロ入り前
浦和レッズのアカデミー出身。高校1年時に2008年の高円宮杯U-18決勝で右サイドバックとして先発出場。また、U-17日本代表にも招集され、2009 FIFA U-17ワールドカップにも出場した。なお、浦和ユースでは右サイドバック、センターバックとして起用されていたが、U-17代表では左サイドバックとしても起用された。2009年にはトップチームの練習にも参加し、練習試合やサテライトの試合にも出場した。
2010年、2種登録選手としてトップチームに登録され、同年1月11日に浦和区内の神社において行われた必勝祈願に出席したほか、宮崎県や鹿児島県で行われたキャンプにも帯同し、2月20日に行われたプレシーズンマッチ、対徳島ヴォルティス戦では右サイドバックとして先発出場を果たし、まずまずのプレーを披露した。その後、3月6日のJ1第1節鹿島アントラーズ戦では出場こそ叶わなかったがベンチ入りを果たし、J1第2節FC東京戦では後半27分に負傷した右サイドバックの平川忠亮と交代で出場し、これがJリーグデビュー戦となった。

### 浦和レッズ
2010年8月12日、来季からのトップチーム昇格内定が発表された。同年9月18日に行われたJ1第23節清水エスパルス戦で前日練習で右太もも痛を訴えて欠場した平川忠亮に替わり、右サイドバックとして公式戦初先発出場を果たすと、9月25日に行われたJ1第24節アルビレックス新潟では後半、サヌに替わって途中出場し、後半36分にエスクデロのダメ押しとなるゴールをアシストする活躍を見せた。その後、11月7日に行われたJ1第29節サンフレッチェ広島F.C戦以降は宇賀神友弥、平川忠亮の故障なども重なったこともあるが、すべての公式戦で先発出場した。
2012年3月20日に行われたナビスコカップ・ベガルタ仙台戦では、若手起用のために先発出場を果たしたものの肉離れを起こし、途中交代を余儀なくされた。

### V・ファーレン長崎
2013年8月13日、V・ファーレン長崎へ期限付き移籍。

### 浦和レッズ復帰
2015年は約1年半ぶりに浦和へ復帰。開幕からベンチ外が続いていたが、怪我の森脇良太に替わって第15節清水エスパルス戦に右センターバックでスタメン出場し、続く第16節ヴィッセル神戸戦でもベンチに入った。

### 湘南ベルマーレ
2016年1月7日、湘南ベルマーレへ1年間の期限付き移籍が発表された。同年11月8日、反復性左肩関節脱臼の手術を受け、全治4か月と発表される。12月28日、期限付き移籍期間を1年延長することが発表された。
2017年12月26日、期限付き移籍期間を2018シーズン終了までさらに1年間延長した。
2018年12月23日、湘南ベルマーレに完全移籍。
2020年よりチームキャプテンを務める。

### パース・グローリー
2025年1月7日、湘南は岡本について海外クラブへ移籍をすることを前提に手続きを進めている旨を発表。1月16日、オーストラリアのパース・グローリーFCが2024-25シーズン終了までの契約で三竿雄斗とともに岡本の加入を発表した。32歳で自身初の海外リーグ挑戦となったが、2024-25シーズン後半のAリーグ・メンでは6試合の出場に留まった。6月30日、契約満了でパース・グローリーを退団。

## 人物・エピソード
- 2018年11月24日、平塚市総合公園内にて「女性のがん検診啓発ブース」に出展した。
- 2020年3月27日、山田直輝と共に、平塚市が進めている健やかな妊娠と出産を目指し、葉酸の適正利用に取り組む運動「ひらつかはぐくみ葉酸プロジェクト」に賛同し、葉酸サプリメント2,000個を寄贈した。

## 所属クラブ
- 道祖土サッカー少年団[8]（さいたま市立道祖土小学校）
- 2005年 - 2007年 浦和レッズジュニアユース（さいたま市立木崎中学校）
- 2008年 - 2010年 浦和レッズユース（埼玉県立与野高校→ウィザス高校）
  - 2010年  浦和レッズ（2種登録）
- 2011年 - 2018年  浦和レッズ
  - 2013年8月 - 2014年  V・ファーレン長崎（期限付き移籍）
  - 2016年 - 2018年  湘南ベルマーレ（期限付き移籍）
- 2019年 - 2024年  湘南ベルマーレ
- 2025年1月 - 2025年6月  パース・グローリーFC

## 個人成績
| 国内大会個人成績 | 国内大会個人成績 | 国内大会個人成績 | 国内大会個人成績 | 国内大会個人成績 | 国内大会個人成績 | 国内大会個人成績 | 国内大会個人成績 | 国内大会個人成績 | 国内大会個人成績 | 国内大会個人成績 | 国内大会個人成績 |
| 年度             | クラブ           | 背番号           | リーグ           | リーグ戦         | リーグ戦         | リーグ杯         | リーグ杯         | オープン杯       | オープン杯       | 期間通算         | 期間通算         |
| 年度             | クラブ           | 背番号           | リーグ           | 出場             | 得点             | 出場             | 得点             | 出場             | 得点             | 出場             | 得点             |
| 日本             | 日本             | 日本             | 日本             | リーグ戦         | リーグ戦         | リーグ杯         | リーグ杯         | 天皇杯           | 天皇杯           | 期間通算         | 期間通算         |
| ---------------- | ---------------- | ---------------- | ---------------- | ---------------- | ---------------- | ---------------- | ---------------- | ---------------- | ---------------- | ---------------- | ---------------- |
| 2010             | 浦和             | 31               | J1               | 9                | 0                | 1                | 0                | 2                | 0                | 12               | 0                |
| 2011             | 浦和             | 28               | J1               | 1                | 0                | 0                | 0                | 2                | 0                | 3                | 0                |
| 2012             | 浦和             | 28               | J1               | 0                | 0                | 1                | 0                | 0                | 0                | 1                | 0                |
| 2013             | 浦和             | 28               | J1               | 0                | 0                | 0                | 0                | -                | -                | 0                | 0                |
| 2013             | 長崎             | 36               | J2               | 14               | 0                | -                | -                | 1                | 0                | 15               | 0                |
| 2014             | 長崎             | 36               | J2               | 26               | 0                | -                | -                | 3                | 0                | 29               | 0                |
| 2015             | 浦和             | 36               | J1               | 3                | 0                | 0                | 0                | 0                | 0                | 3                | 0                |
| 2016             | 湘南             | 36               | J1               | 21               | 1                | 6                | 0                | 2                | 0                | 29               | 1                |
| 2017             | 湘南             | 36               | J2               | 30               | 3                | -                | -                | 0                | 0                | 30               | 3                |
| 2018             | 湘南             | 36               | J1               | 28               | 3                | 7                | 1                | 2                | 0                | 37               | 4                |
| 2019             | 湘南             | 6                | J1               | 21               | 0                | 1                | 0                | 0                | 0                | 22               | 0                |
| 2020             | 湘南             | 6                | J1               | 33               | 4                | 0                | 0                | -                | -                | 33               | 4                |
| 2021             | 湘南             | 6                | J1               | 37               | 4                | 2                | 0                | 1                | 0                | 40               | 4                |
| 2022             | 湘南             | 6                | J1               | 10               | 0                | 0                | 0                | 0                | 0                | 10               | 0                |
| 2023             | 湘南             | 6                | J1               | 22               | 0                | 4                | 0                | 4                | 0                | 30               | 0                |
| 2024             | 湘南             | 6                | J1               | 9                | 0                | 1                | 0                | 3                | 0                | 13               | 0                |
| オーストラリア   | オーストラリア   | オーストラリア   | オーストラリア   | リーグ戦         | リーグ戦         | リーグ杯         | リーグ杯         | FFA杯            | FFA杯            | 期間通算         | 期間通算         |
| 2024-2025        | パース           | 36               | Aリーグ          | 6                | 0                | -                | -                | 1                | 0                | 7                | 0                |
| 通算             | 日本             | 日本             | J1               | 194              | 12               | 23               | 1                | 16               | 0                | 233              | 13               |
| 通算             | 日本             | 日本             | J2               | 70               | 3                | -                | -                | 4                | 0                | 74               | 3                |
| 通算             | オーストラリア   | オーストラリア   | Aリーグ          | 6                | 0                | -                | -                | 1                | 0                | 7                | 0                |
| 総通算           | 総通算           | 総通算           | 総通算           | 270              | 15               | 23               | 1                | 21               | 0                | 314              | 16               |

- 2010年は2種登録（ユース所属）

| 国際大会個人成績 | 国際大会個人成績 | 国際大会個人成績 | 国際大会個人成績 | 国際大会個人成績 |
| 年度             | クラブ           | 背番号           | 出場             | 得点             |
| AFC              | AFC              | AFC              | ACL              | ACL              |
| ---------------- | ---------------- | ---------------- | ---------------- | ---------------- |
| 2013             | 浦和             | 28               | 0                | 0                |
| 2015             | 浦和             | 36               | 1                | 0                |
| 通算             | AFC              | AFC              | 1                | 0                |

その他の国際公式戦
- 2019年
  - Jリーグカップ/コパ・スダメリカーナ王者決定戦 1試合0得点

- 公式戦初出場：2010年6月9日 ヤマザキナビスコカップ 予選リーグBグループ第7節 vs横浜F・マリノス戦（日産スタジアム）
- Jリーグ初出場：2010年3月14日 J1第2節 vsFC東京戦（埼玉スタジアム）

## タイトル

### クラブ
浦和レッズジュニアユース
- 高円宮杯全日本ユース(U-15)サッカー選手権大会：1回（2005年）
- 日本クラブユースサッカー選手権(U-15)大会：1回（2005年）

浦和レッズユース
- 高円宮杯全日本ユース(U-18)サッカー選手権大会：1回（2008年）

浦和レッズ
- J1リーグ 1stステージ：1回（2015年）

湘南ベルマーレ
- J2リーグ：1回（2017年）
- Jリーグカップ：1回（2018年）

## 代表歴
- U-17日本代表（2009年）
  - 2009 FIFA U-17ワールドカップ
- U-19日本代表（2010年）
- U-22日本代表（2011年）